# Província de Lodi
La província de Lodi  és una província que forma part de la regió de Llombardia dins Itàlia. La seva capital és Lodi.
Limita al nord amb la ciutat metropolitana de Milà, a l'est amb la província de Cremona, al sud per la regió d'Emília-Romanya (província de Piacenza), a l'oest amb la província de Pavia i l'enclavament de San Colombano al Lambro (de la ciutat metropolitana de Milà).
Té una àrea de 782,99 km², i una població total de 229.340 hab. (2016). Hi ha 61 municipis a la província.